# Élodie Thomis
Élodie Ginette Thomis (Colombes, 1986. augusztus 13. –) francia válogatott labdarúgó.

## Pályafutása
Thomis Párizs északnyugati külvárosában, Colombes-ban, martiniquei szülők gyermekeként látta meg a napvilágot. Kezdetekben atletizált, sprinterként és hosszútávfutóként vett részt különböző versenyeken. 13 éves korában kezdett érdeklődni komolyabban a labdarúgás iránt, 15 évesen pedig részt vett egy tehetségkutatón Épinay-sur-Seine-ben, ahonnan sikeres tesztje után csatlakozhatott a helyi Colombes csapatához.
2002-ben a Clairefontaine-nél folytatta karrierjét. Három évet töltött a klubnál és olyan társak, mint Laure Boulleau, Louisa Nécib, Caroline Pizzala, Élise Bussaglia és Laure Lepailleur mellett 51 mérkőzésen 32 gólt szerzett.
Clairefontaine-ből való távozása után a Montpellier csapatához szerződött. Első szezonjában 20 mérkőzésen 3 gólt és bajnoki ezüstérmet szerzett. A 2005–2006-os női Bajnokok Ligája első fordulójában duplázott a dán Brøndby ellen és az elődöntőig menetelt csapatával, azonban a német 1. FFC Frankfurt túl nagy falatnak bizonyult. 2006–2007-ben 15 gólt lőtt 22 mérkőzésen és megnyerte a francia kupát.
2007 júniusában a bajnoki rivális Olympique Lyon gárdájához igazolt. Első évében 17 meccsen 7 gólt szerzett és abszolválták a bajnoki címet, valamint a francia kupát. 2008–2009-ben szintén bajnoki címet szerzett, hozzásegítve csapatát a triplázáshoz.
A következő két idényben sérülések gátolták a bajnoki szerepléseit, így 30 mérkőzésen 17 gólt termelt. A Bajnokok Ligájában két döntőt játszottak, előbb 2009–10-ben az 1. FFC Turbine Potsdam még legyőzte Thomisékat, azonban egy évvel később a lyoniak 2-0 arányban nyertek a potsdamiak ellen és Thomis magasba emelhette a BL-trófeát.
2017. szeptember 6-án bejelentette visszavonulását a válogatottól. Egy szezont még klubjának szentelt, azonban 2018-ban úgy döntött, hogy befejezi aktív pályafutását.

## Sikerei

### Klubcsapatokban
Francia bajnok (11):
- Olympique Lyon (11): 2007–2008, 2008–2009, 2009–2010, 2010–2011, 2011–2012, 2012–2013, 2013–2014, 2014–2015, 2015–2016, 2016–2017, 2017–2018

 Francia kupagyőztes (9):
- Montpellier (2): 2006, 2007
- Olympique Lyon (7): 2008, 2012, 2013, 2014, 2015, 2016, 2017

5-szörös Bajnokok Ligája győztes
- Olympique Lyon: 2010–11, 2011–12, 2015–16, 2016–17, 2017–18

1-szeres Klubvilágbajnok:
- Olympique Lyon: 2012[7]

### Válogatottban
Franciaország
- U19-es Európa-bajnok: 2003
- Ciprus-kupa győztes (2): 2012, 2014
- SheBelieves-kupa győztes (1): 2017